# 横浜市立文庫小学校
横浜市立文庫小学校（よこはましりつ ぶんこしょうがっこう）は、神奈川県横浜市金沢区寺前にある市立小学校。

## 概要
1951年に金沢小学校から独立して開校。当時の校舎は木造2階建1棟で、6教室のみしかなく3・4・5年生には教室がなかったため交代で授業を受けていた。また開校時の児童数は1・2・6年生あわせて487名であった。

## 沿革
出典
- 1950年（昭和25年）8月2日 - 金沢小学校第二分校として建設が決定。
- 1951年（昭和26年）
  - 7月5日 - 金沢小学校より独立し、開校。当時の校舎は、木造階建1棟6教室。開校時点の児童は、1学年・2学年・6学年の計487名。
  - 9月15日 - 給食室が完成し、10月より給食が開始。
- 1952年（昭和27年）
  - 3月5日 - 落成式挙行。
  - 5月23日 - 全学年そろっての授業が開始。
- 1956年（昭和31年）11月17日 - 創立5周年記念式典挙行。校旗と校歌制定。
- 1958年（昭和33年）2月12日 - 気象観測台が完成。
- 1964年（昭和39年）10月 - 秋季運動会で「金沢音頭」を発表。
- 1969年（昭和44年）9月11日 - プールが完成。
- 1971年（昭和46年）7月5日 - 創立20周年記念式典挙行。
- 1977年（昭和52年）4月27日 - 第1校舎鉄筋4階建完成。
- 1981年（昭和56年）7月4日 - 創立30周年記念式典挙行。
- 1987年（昭和62年）3月24日 - 体育館、プール等が完成。
- 1991年（平成3年）7月6日 - 創立40周年記念式典挙行。
- 2001年（平成13年）5月19日 - 創立50周年記念式典挙行。
- 2004年（平成16年）10月3日 - バリアフリー対応のエレベーターを設置。
- 2006年（平成18年）8月 - 屋上にソーラーシステム設置。
- 2011年（平成23年）11月5日 - 創立60周年記念式典挙行。

## 交通アクセス
- 京急本線金沢文庫駅下車 徒歩20分
- 京浜急行バス文庫小学校下車 徒歩3分